# Closed Mondays
Pour plus de détails, voir Fiche technique et Distribution.
Closed Mondays est un film d'animation réalisé par Will Vinton et Bob Gardiner en 1974. Il a remporté l'Oscar du meilleur court métrage d'animation en 1975.
Il a été inclus en 1975 dans le film Fantastic Animation Festival.

## Synopsis
Un homme qui visite un musée voit les œuvres d'art prendre vie.

## Fiche technique
- Réalisation : Will Vinton et Bob Gardiner
- Production :  Lighthouse Productions
- Technique : animation en volume
- Musique : Billy Scream
- Durée : 8 minutes
- Date de sortie : octobre 1974

## Distribution
- Todd Oleson : voix
- Holly Johnson : voix